# Hexahydroxybenzol
Hexahydroxybenzol ist eine organische Verbindung mit der Summenformel C6H6O6. Es liegt bei Raumtemperatur in kristalliner Form vor und löst sich in heißem Wasser.

## Geschichte
Das Hexakaliumsalz des Hexahydroxybenzol ist Hauptbestandteil eines Nebenprodukts, das bei der Herstellung von Kalium durch Umsetzung von Kaliumcarbonat mit Kohlenstoff nach einer Methode von Carl Emanuel Brunner entsteht. Dieses Nebenprodukt wurde von Leopold Gmelin 1825 als „Kohlenoxydkalium“ bezeichnet. Das gleiche Produkt erhielt 1834 Justus von Liebig bei Versuchen zur Umsetzung von Kohlenstoffmonoxid mit Kalium. Die Struktur klärten Rudolf Nietzki und Theodor Benckiser 1885 auf; sie erhielten durch Hydrolyse des Materials Hexahydroxybenzol.

## Herstellung
Hexahydroxybenzol kann durch Dehydrierung von Inosit erhalten werden. Ein weiterer Weg ist die Reduktion des Natriumsalzes von 2,3,5,6-Tetrahydroxy-1,4-benzochinon mit Zinn(II)-chlorid und Salzsäure.

## Reaktionen
Die Oxidation von Hexahydroxybenzol führt zu 2,3,5,6-Tetrahydroxy-1,4-benzochinon (THBQ), Rhodizonsäure und Dodecahydroxycyclohexan.
Mit 2,2′-Bipyridin bildet es Addukte im molaren Verhältnis von 1:2.
Durch Alkalimetalle wird es in sein sechsfach negativ geladenes Anion C6O66− überführt.
Mit Säuren wie Essigsäure bildet es Hexaester.